# 貨幣政策委員會 (英國)
貨幣政策委員會（英語：Monetary Policy Committee，簡稱）是英倫銀行的其中一個政策委員會，主要負責決定英國的官方基本利率。
成立於1997年，該委員會獲賦權獨立制定英國政府的貨幣政策，包括量化寬鬆、前瞻性指引等措施，而運作上不受英國財政部指示或干涉。委員會的首要任務是將消費物價指數保持在政府的通脹率目標，現時為2%，其次是要協助政府推動英國經濟增長及就業。
委員會由9名成員組成，而每名委員各有一票。英倫銀行每年會召開8次會議，並在隨後會公佈會議紀錄及貨幣政策決議（包括基本利率的變動）。在下議院，財政專責委員會會恆常地傳召各個委員，以監察委員會的工作。